# Стационе Капеле (Л'Аквила)
Стационе Капеле (итал. Stazione Cappelle) је насеље у Италији у округу Л'Аквила, региону Абруцо.
Према процени из 2011. у насељу је живело 50 становника. Насеље се налази на надморској висини од 700 м.